# Quarante-troisième district congressionnel de Californie
Le 43e district congressionnel de Californie est un district de l'État américain de Californie, actuellement représenté par la Démocrate Maxine Waters. Le district est centré dans la partie sud du Comté de Los Angeles et comprend des parties des villes de Los Angeles (y compris LAX) et de Torrance. Il comprend l'intégralité des villes de Hawthorne, Lawndale, Gardena, Inglewood et Lomita. De 2003 à 2013, le 43e district était basé dans le Comté de San Bernardino. Le district à majorité hispanique englobait la partie sud-ouest du comté et comprenait San Bernardino et Rialto.

## Géographie
| #  | Comté       | Siège       | Population |
| -- | ----------- | ----------- | ---------- |
| 37 | Los Angeles | Los Angeles | 9 829 544  |

Depuis le redécoupage de 2020, le 43e district congressionnel de Californie est situé dans la région de South Bay du Comté de Los Angeles. Ce district comprend l'Aéroport international de Los Angeles.
Le Comté de Los Angeles est divisé entre ce district, le 36e district, le 37e district, le 44e district et le 42e district. Les 43e et 36e sont divisés par W Florence Ave, Arbor Vitae St, Westchester Parkway, La Tijera Blvd, W 91st St, Cum Laude Ave, W 92nd St, Waterview St, Napoleon St, Vista Del Mar, W Imperial Highway, Aviation Blvd , Del Aire Park, E Sl Segundo Blvd, S Aviation Blvd, Marine Ave, Inglewood Ave, Highway 91, Redondo Beach Blvd, Hawthorne Blvd et Sepulveda Blvd.
Les 43e, 37e et 42e sont divisés par E 91st St, McKinley Ave, E 88th Pl, Avalon Blvd, E Manchester Ave, S Normandie Ave, W 94th Pl, S Halldale Ave, W Century Blvd, La Salle Ave/S Denker Ave, W 104th St, S Western Ave, W 108th St, S Gramercy Pl, S Van Ness Ave, W 76th St, 8th Ave, W 79th St, S Victoria Ave, W 74th St, West Blvd, W 64th St, S La Brea Ave, 6231 S La Brea Ave-Flight Ave, W 64th St, 6404 S Springpark Ave-W Fairview Blvd, W Centinela Ave, Ave, S Central Ave, Firestone Blvd-E 90 St, S Central Ave, E 103rd St, Success Ave, E 92nd St, E 91st, Croesus Ave, and E 97th St.
Les 43e et 44e sont séparés par Alameda St, E 103rd St, Mona Blvd, E 107th Pl, E 108th St, S Alameda St, Highway 105, Mona Blvd, Santa Fe Ave, E Stockton Ave, N Bullis Rd, Palm Ave /E Killen Pl, N Thorson Ave, McMillan St, Waldorf Dr/N Castlegate Ave, S Gibson Ave, Wright Rd, E Rosecrans Ave, Highway 710, Somerset Blvd, Myrrh St, Hunsake Ave, Alondra Blvd, E Greenleaf Blvd, Main Campus Dr, S Susana Rd, Highway 91, Highway 47, Calle Anita, 2605 Homestead Pl-266 W Apras St, 255 W Victoria St-18300 S Wilmington Ave, W Victoria St, Central Ave, Lincoln Memorial Park, 2600 W Billings St-2973 W Caldwell St, Malloy Ave/S Clymar Ave, W Alondra Blvd, S Figueroa St, W 182nd St, Electric St et S Western Ave.
Le 43e englobe les villes de Hawthorne, Inglewood, Lawndale, Gardena, Compton et le nord-est de Torrance, ainsi que le quartier de Watts et les census-designated places de Lennox, Del Aire, Alondra Park, West Athens, Westmont, West Rancho Dominguez, Willowbrook et East Rancho Dominguez.

### Villes et census-designated places de 10 000 personnes ou plus
- Los Angeles - 3 820 914
- Torrance - 147 067
- Inglewood - 107 762
- Compton - 95 740
- Hawthorne - 88 083
- Gardena - 61 027
- Westmont - 33 913
- Lawndale - 31 807
- West Rancho Dominguez - 24 347
- Willowbrook - 24 295
- Lennox - 20 323
- East Rancho Dominguez - 15 114
- Del Aire - 10 338

### Villes de 2500 à 10 000 personnes
- West Athens - 9393
- Alondra Park - 8569

## Historique de vote
| Année | Poste      | Résultats                    |
| ----- | ---------- | ---------------------------- |
| 1990  | Gouverneur | Wilson 64,0 % - 30,0 %       |
| 1992  | Président  | Bush 38,2 % - 37,8 %         |
| 1992  | Sénateur   | Herschensohn 52,6 % - 37,1 % |
| 1992  | Sénateur   | Seymour 46,2 % - 43,2 %      |
| 1994  | Gouverneur | Wilson 63,4 % - 31,4 %       |
| 1994  | Sénateur   | Huffington 56,2 % – 32,8 %   |
| 1996  | President  | Dole 45,5 % - 43,0 %         |
| 1998  | Gouverneur | Davis 51,2 % - 45,6 %        |
| 1998  | Sénateur   | Fong 49,2 % – 45,9 %         |
| 2000  | Président  | Bush 52,1 % - 44,2 %         |
| 2000  | Sénateur   | Feinstein 46,8 % - 45,6 %    |
| 2002  | Gouverneur | Davis 57,4 % - 34,6 %        |
| 2003  | Recall,    | Oui 72,2 % - 27,8 %          |
| 2003  | Recall,    | Schwarzenegger 47.3% - 35.2% |
| 2004  | Président  | Kerry 58,1 % - 40,7 %        |
| 2004  | Sénateur   | Boxer 64,5 % - 30,3 %        |
| 2006  | Gouverneur | Angelides 48,7 % - 45,4 %    |
| 2006  | Sénateur   | Feinstein 64,6 % - 29,8 %    |
| 2008  | Président  | Obama 68,0 % - 30,1 %        |
| 2010  | Gouverneur | Brown 61,7 % - 30,3 %        |
| 2010  | Senator    | Boxer 60,1 % - 32,2 %        |
| 2012  | Président  | Obama 78,0 % - 20,0 %        |
| 2012  | Sénateur   | Feinstein 78,3 % - 21,7 %    |
| 2014  | Gouverneur | Brown 72,6 % – 27,4 %        |
| 2016  | Président  | Clinton 78,4 % - 16,7 %      |
| 2016  | Sénateur   | Harris 66,7 % - 33,3 %       |
| 2018  | Gouverneur | Newsom 78,0 % – 22,0 %       |
| 2018  | Sénateur   | Feinstein 62,4 % – 37,6 %    |
| 2020  | Président  | Biden 76,9 % - 20,9 %        |
| 2021  | Recall     | Non 77,2 % - 22,8 %          |
| 2022  | Gouverneur | Newsom 78,3 % - 21,7 %       |
| 2022  | Sénat      | Padilla 80,0 % - 20,0 %      |
| 2024  | President  | Harris 73% - 24%             |
| 2024  | Sénat      | Schiff 74% - 26%             |

## Liste des Représentants du district
| Membre                           | Parti       | Années                          | Congrès     | Histoire électorale | Zone géographique                                                                                          |
| -------------------------------- | ----------- | ------------------------------- | ----------- | --- | --- |
| District créée le 3 janvier 1973 |             |                                 |             | | |
| Victor Veysey (en)               | Républicain | 3 janvier 1973 - 3 janvier 1975 | 93e         | Redécoupage depuis le 38e district et réélu en 1972. Retrait.                                                                                               | 1973–1975 Imperial, Riverside, San Diego (Partie intérieure)                                               |
| Clair Burgener (en)              | Républicain | 3 janvier 1975 - 3 janvier 1983 | 94e - 97e   | Redécoupage depuis le 42e district et réélu en 1974. Réélu en 1976. Réélu en 1978. Réélu en 1980. Retrait.                                                  | 1975–1983 Imperial, Riverside (Partie Sud-Ouest), San Diego                                                |
| Ron Packard (en)                 | Républicain | 3 janvier 1983 - 3 janvier 1993 | 98e - 102e  | Élu en tant que candidat par écrit en 1982. Réélu en 1984. Réélu en 1986. Réélu en 1988. Réélu en 1990. Redécoupage vers le 48e district.                   | 1983–1993 Orange (Partie Sud), San Diego (Partie Nord-Ouest)                                               |
| Ken Calvert                      | Républicain | 3 janvier 1993 - 3 janvier 2003 | 103e - 107e | Élu en 1992. Réélu en 1994. Réélu en 1996. Réélu en 1998. Réélu en 2000. Redécoupage vers le 44e district.                                                  | 1993–2003 Riverside (Partie Ouest)                                                                         |
| Joe Baca (en)                    | Démocrate   | 3 janvier 2003 - 3 janvier 2013 | 108e - 112e | Redécoupage depuis le 42e district et réélu en 2002. Réélu en 2004. Réélu en 2006. Réélu en 2008. Réélu en 2010. Redécoupage vers le 35e district et perds. | 2003–2013 San Bernardino (Fontana, Ontario, San Bernardino)                                                |
| Maxine Waters                    | Démocrate   | 3 janvier 2013 - en cours       | 113e - 119e | Redécoupage depuis le 35e district et réélue en 2012. Réélue en 2014. Réélue en 2016. Réélue en 2018. Réélue en 2020. Réélue en 2022. Réélue en 2024.       | 2013–2023 South Los Angeles (Hawthorne, Inglewood) 2023-Présent South Los Angeles (Hawthorne et Inglewood) |

## Résultats des récentes élections
Voici les résultats des dix précédents cycles électoraux dans le district.

### 2004
| Élection de 2002 du 43e district congressionnel de Californie | Élection de 2002 du 43e district congressionnel de Californie | Élection de 2002 du 43e district congressionnel de Californie | Élection de 2002 du 43e district congressionnel de Californie | Élection de 2002 du 43e district congressionnel de Californie |
| ------------------------------------------------------------- | ------------------------------------------------------------- | ------------------------------------------------------------- | ------------------------------------------------------------- | ------------------------------------------------------------- |
| Parti                                                         | Parti                                                         | Candidat                                                      | Votes                                                         | %                                                             |
|                                                               | Démocrate                                                     | Joe Baca (en) (sortant)                                       | 86 830                                                        | 66,4                                                          |
|                                                               | Républicain                                                   | Ed Laning                                                     | 44 004                                                        | 33,6                                                          |
|                                                               | Indépendant                                                   | Barry J. Patts (write-in)                                     | 0                                                             | 0,0                                                           |
| Total des votes                                               | Total des votes                                               | Total des votes                                               | 130 834                                                       | 100%                                                          |
|                                                               | Les Démocrates conservent                                     |                                                               |                                                               |                                                               |

### 2006
| Élection de 2006 du 43e district congressionnel de Californie | Élection de 2006 du 43e district congressionnel de Californie | Élection de 2006 du 43e district congressionnel de Californie | Élection de 2006 du 43e district congressionnel de Californie | Élection de 2006 du 43e district congressionnel de Californie |
| ------------------------------------------------------------- | ------------------------------------------------------------- | ------------------------------------------------------------- | ------------------------------------------------------------- | ------------------------------------------------------------- |
| Parti                                                         | Parti                                                         | Candidat                                                      | Votes                                                         | %                                                             |
|                                                               | Démocrate                                                     | Joe Baca (en) (sortant)                                       | 52 791                                                        | 64,5                                                          |
|                                                               | Républicain                                                   | Scott Folkens                                                 | 29 069                                                        | 35,5                                                          |
| Total des votes                                               | Total des votes                                               | Total des votes                                               | 81 860                                                        | 100%                                                          |
|                                                               | Les Démocrates conservent                                     |                                                               |                                                               |                                                               |

### 2008
| Élection de 2008 du 43e district congressionnel de Californie | Élection de 2008 du 43e district congressionnel de Californie | Élection de 2008 du 43e district congressionnel de Californie | Élection de 2008 du 43e district congressionnel de Californie | Élection de 2008 du 43e district congressionnel de Californie |
| ------------------------------------------------------------- | ------------------------------------------------------------- | ------------------------------------------------------------- | ------------------------------------------------------------- | ------------------------------------------------------------- |
| Parti                                                         | Parti                                                         | Candidat                                                      | Votes                                                         | %                                                             |
|                                                               | Démocrate                                                     | Joe Baca (en) (sortant)                                       | 108 259                                                       | 69,1                                                          |
|                                                               | Républicain                                                   | John Roberts                                                  | 48 312                                                        | 30,9                                                          |
| Total des votes                                               | Total des votes                                               | Total des votes                                               | 156 571                                                       | 100%                                                          |
|                                                               | Les Démocrates conservent                                     |                                                               |                                                               |                                                               |

### 2010
| Élection de 2010 du 43e district congressionnel de Californie | Élection de 2010 du 43e district congressionnel de Californie | Élection de 2010 du 43e district congressionnel de Californie | Élection de 2010 du 43e district congressionnel de Californie | Élection de 2010 du 43e district congressionnel de Californie |
| ------------------------------------------------------------- | ------------------------------------------------------------- | ------------------------------------------------------------- | ------------------------------------------------------------- | ------------------------------------------------------------- |
| Parti                                                         | Parti                                                         | Candidat                                                      | Votes                                                         | %                                                             |
|                                                               | Démocrate                                                     | Joe Baca (en) (sortant)                                       | 70 026                                                        | 65,5                                                          |
|                                                               | Républicain                                                   | Scott Folkens                                                 | 36 890                                                        | 34,5                                                          |
| Total des votes                                               | Total des votes                                               | Total des votes                                               | 106 916                                                       | 100%                                                          |
|                                                               | Les Démocrates conservent                                     |                                                               |                                                               |                                                               |

### 2012
| Élection de 2012 du 43e district congressionnel de Californie | Élection de 2012 du 43e district congressionnel de Californie | Élection de 2012 du 43e district congressionnel de Californie | Élection de 2012 du 43e district congressionnel de Californie | Élection de 2012 du 43e district congressionnel de Californie |
| ------------------------------------------------------------- | ------------------------------------------------------------- | ------------------------------------------------------------- | ------------------------------------------------------------- | ------------------------------------------------------------- |
| Parti                                                         | Parti                                                         | Candidat                                                      | Votes                                                         | %                                                             |
|                                                               | Démocrate                                                     | Maxine Waters (sortante)                                      | 143 123                                                       | 71,2                                                          |
|                                                               | Démocrate                                                     | Bob Flores                                                    | 57 771                                                        | 28,8                                                          |
| Total des votes                                               | Total des votes                                               | Total des votes                                               | 200 894                                                       | 100%                                                          |
|                                                               | Les Démocrates conservent                                     |                                                               |                                                               |                                                               |

### 2014
| Élection de 2014 du 43e district congressionnel de Californie | Élection de 2014 du 43e district congressionnel de Californie | Élection de 2014 du 43e district congressionnel de Californie | Élection de 2014 du 43e district congressionnel de Californie | Élection de 2014 du 43e district congressionnel de Californie |
| ------------------------------------------------------------- | ------------------------------------------------------------- | ------------------------------------------------------------- | ------------------------------------------------------------- | ------------------------------------------------------------- |
| Parti                                                         | Parti                                                         | Candidat                                                      | Votes                                                         | %                                                             |
|                                                               | Démocrate                                                     | Maxine Waters (sortante)                                      | 69 681                                                        | 71,0                                                          |
|                                                               | Républicain                                                   | John Wood, Jr.                                                | 28 521                                                        | 29,0                                                          |
| Total des votes                                               | Total des votes                                               | Total des votes                                               | 98 202                                                        | 100%                                                          |
|                                                               | Les Démocrates conservent                                     |                                                               |                                                               |                                                               |

### 2016
| Élection de 2016 du 43e district congressionnel de Californie | Élection de 2016 du 43e district congressionnel de Californie | Élection de 2016 du 43e district congressionnel de Californie | Élection de 2016 du 43e district congressionnel de Californie | Élection de 2016 du 43e district congressionnel de Californie |
| ------------------------------------------------------------- | ------------------------------------------------------------- | ------------------------------------------------------------- | ------------------------------------------------------------- | ------------------------------------------------------------- |
| Parti                                                         | Parti                                                         | Candidat                                                      | Votes                                                         | %                                                             |
|                                                               | Démocrate                                                     | Maxine Waters (sortante)                                      | 167 017                                                       | 76,1                                                          |
|                                                               | Républicain                                                   | Omar Navarro                                                  | 52 499                                                        | 23,9                                                          |
| Total des votes                                               | Total des votes                                               | Total des votes                                               | 219 516                                                       | 100%                                                          |
|                                                               | Les Démocrates conservent                                     |                                                               |                                                               |                                                               |

### 2018
| Élection de 2018 du 43e district congressionnel de Californie | Élection de 2018 du 43e district congressionnel de Californie | Élection de 2018 du 43e district congressionnel de Californie | Élection de 2018 du 43e district congressionnel de Californie | Élection de 2018 du 43e district congressionnel de Californie |
| ------------------------------------------------------------- | ------------------------------------------------------------- | ------------------------------------------------------------- | ------------------------------------------------------------- | ------------------------------------------------------------- |
| Parti                                                         | Parti                                                         | Candidat                                                      | Votes                                                         | %                                                             |
|                                                               | Démocrate                                                     | Maxine Waters (sortante)                                      | 152 272                                                       | 77,7                                                          |
|                                                               | Républicain                                                   | Omar Navarro                                                  | 43 780                                                        | 22,3                                                          |
| Total des votes                                               | Total des votes                                               | Total des votes                                               | 196 052                                                       | 100%                                                          |
|                                                               | Les Démocrates conservent                                     |                                                               |                                                               |                                                               |

### 2020
| Élection de 2020 du 43e district congressionnel de Californie | Élection de 2020 du 43e district congressionnel de Californie | Élection de 2020 du 43e district congressionnel de Californie | Élection de 2020 du 43e district congressionnel de Californie | Élection de 2020 du 43e district congressionnel de Californie |
| ------------------------------------------------------------- | ------------------------------------------------------------- | ------------------------------------------------------------- | ------------------------------------------------------------- | ------------------------------------------------------------- |
| Parti                                                         | Parti                                                         | Candidat                                                      | Votes                                                         | %                                                             |
|                                                               | Démocrate                                                     | Maxine Waters (sortante)                                      | 199 210                                                       | 71,7                                                          |
|                                                               | Républicain                                                   | Joe E. Collins III                                            | 78 688                                                        | 28,3                                                          |
| Total des votes                                               | Total des votes                                               | Total des votes                                               | 277 898                                                       | 100%                                                          |
|                                                               | Les Démocrates conservent                                     |                                                               |                                                               |                                                               |

### 2022
| Primaire Jungle de 2022 du 43e district congressionnel de Californie | Primaire Jungle de 2022 du 43e district congressionnel de Californie | Primaire Jungle de 2022 du 43e district congressionnel de Californie | Primaire Jungle de 2022 du 43e district congressionnel de Californie | Primaire Jungle de 2022 du 43e district congressionnel de Californie |
| -------------------------------------------------------------------- | -------------------------------------------------------------------- | -------------------------------------------------------------------- | -------------------------------------------------------------------- | -------------------------------------------------------------------- |
| Parti                                                                | Parti                                                                | Candidat                                                             | Votes                                                                | %                                                                    |
|                                                                      | Démocrate                                                            | Maxine Waters (sortante)                                             | 55 889                                                               | 74,3                                                                 |
|                                                                      | Républicain                                                          | Omar Navarro                                                         | 8927                                                                 | 11,8                                                                 |
|                                                                      | Républicain                                                          | Allison Pratt                                                        | 5489                                                                 | 7,3                                                                  |
|                                                                      | Démocrate                                                            | Jean M. Monestime                                                    | 4952                                                                 | 6,6                                                                  |

| Élection de 2022 du 43e district congressionnel de Californie | Élection de 2022 du 43e district congressionnel de Californie | Élection de 2022 du 43e district congressionnel de Californie | Élection de 2022 du 43e district congressionnel de Californie | Élection de 2022 du 43e district congressionnel de Californie |
| ------------------------------------------------------------- | ------------------------------------------------------------- | ------------------------------------------------------------- | ------------------------------------------------------------- | ------------------------------------------------------------- |
| Parti                                                         | Parti                                                         | Candidat                                                      | Votes                                                         | %                                                             |
|                                                               | Démocrate                                                     | Maxine Waters (sortante)                                      | 95 462                                                        | 77,3                                                          |
|                                                               | Républicain                                                   | Omar Navarro                                                  | 27 985                                                        | 22,7                                                          |
| Total des votes                                               | Total des votes                                               | Total des votes                                               | 123 447                                                       | 100 %                                                         |
|                                                               | Les Démocrates conservent                                     |                                                               |                                                               |                                                               |

### 2024
| Primaire Jungle de 2024 du 43e district congressionnel de Californie | Primaire Jungle de 2024 du 43e district congressionnel de Californie | Primaire Jungle de 2024 du 43e district congressionnel de Californie | Primaire Jungle de 2024 du 43e district congressionnel de Californie | Primaire Jungle de 2024 du 43e district congressionnel de Californie |
| -------------------------------------------------------------------- | -------------------------------------------------------------------- | -------------------------------------------------------------------- | -------------------------------------------------------------------- | -------------------------------------------------------------------- |
| Parti                                                                | Parti                                                                | Candidat                                                             | Votes                                                                | %                                                                    |
|                                                                      | Démocrate                                                            | Maxine Waters (sortante)                                             | 54 673                                                               | 69,8                                                                 |
|                                                                      | Républicain                                                          | Steve Williams                                                       | 10 896                                                               | 13,9                                                                 |
|                                                                      | Républicain                                                          | David Knight                                                         | 5647                                                                 | 7,2                                                                  |
|                                                                      | Démocrate                                                            | Chris Wiggins                                                        | 4999                                                                 | 6,4                                                                  |
|                                                                      | Démocrate                                                            | Gregory Cheadle                                                      | 2075                                                                 | 2,7                                                                  |

| Élection de 2024 du 43e district congressionnel de Californie | Élection de 2024 du 43e district congressionnel de Californie | Élection de 2024 du 43e district congressionnel de Californie | Élection de 2024 du 43e district congressionnel de Californie | Élection de 2024 du 43e district congressionnel de Californie |
| ------------------------------------------------------------- | ------------------------------------------------------------- | ------------------------------------------------------------- | ------------------------------------------------------------- | ------------------------------------------------------------- |
| Parti                                                         | Parti                                                         | Candidat                                                      | Votes                                                         | %                                                             |
|                                                               | Démocrate                                                     | Maxine Waters (sortante)                                      | 160,080                                                       | 75,1                                                          |
|                                                               | Républicain                                                   | Steve Williams                                                | 53,182                                                        | 24,9                                                          |
| Total des votes                                               | Total des votes                                               | Total des votes                                               | 213,232                                                       | 100 %                                                         |
|                                                               | Les Démocrates conservent                                     |                                                               |                                                               |                                                               |

## Frontières historique du district
De 2003 à 2013, le district était composé de nombreuses banlieues centrales de San Bernardino, dont San Bernardino, Ontario et Fontana. En raison du redécoupage après le recensement des États-Unis de 2010, le district s'est déplacé vers le sud-ouest dans le sud de Los Angeles et comprend désormais Hawthorne et Inglewood.

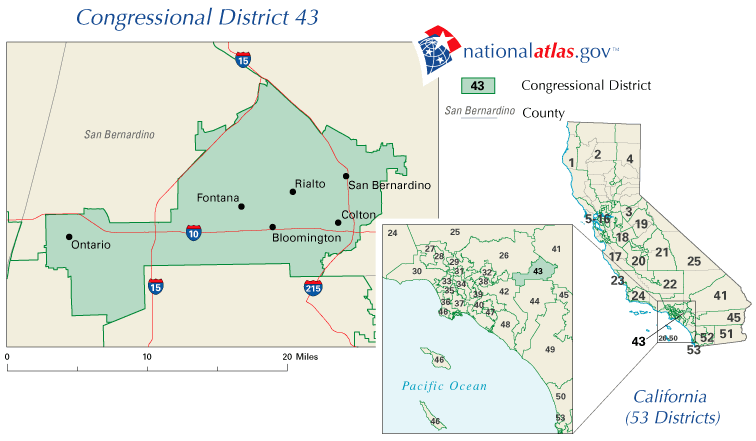